# GKK Etzenricht

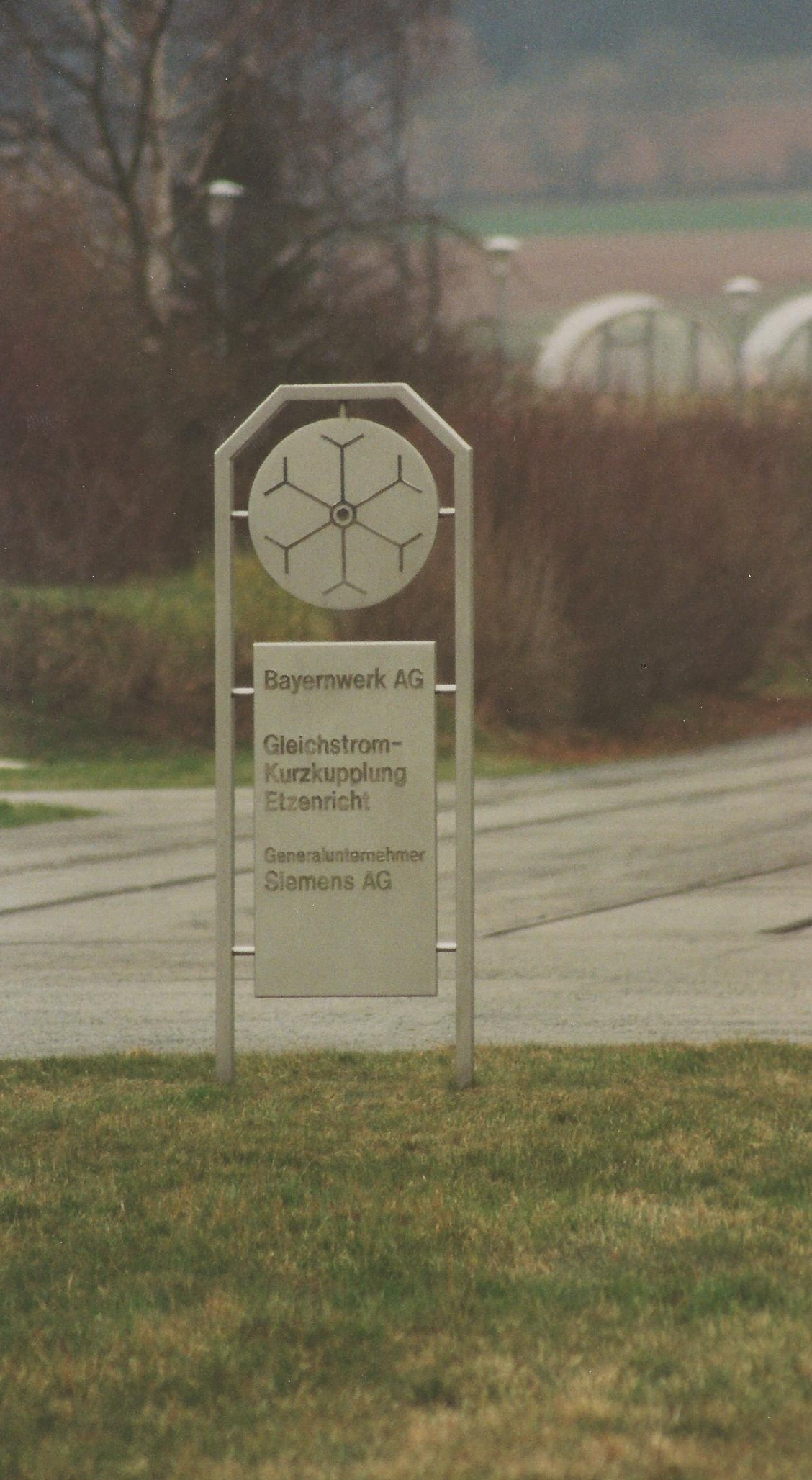
Sign pres d'halle d'inverteur

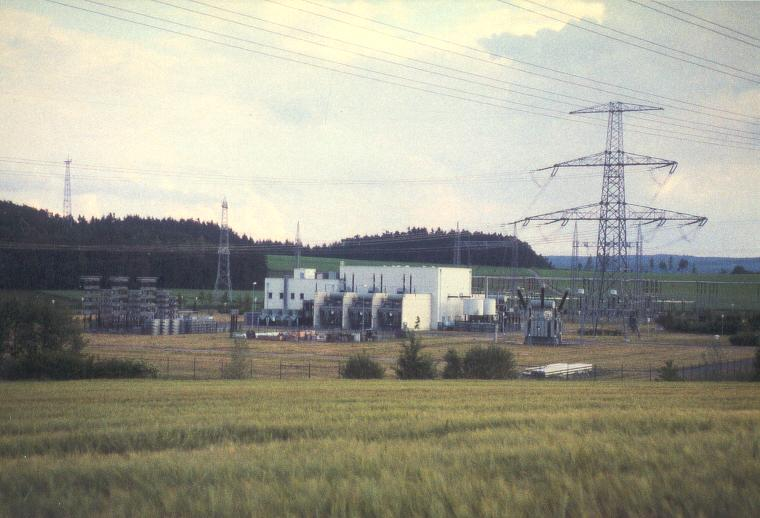
GKK Etzenricht

Le GKK Etzenricht (Gleichstromkurzkupplung Etzenricht) est une installation de transmission d'électricité en courant continu à haute tension (HVDC) d'une puissance
de 600 MW qui reliait le réseau électrique allemand avec le réseau tchèque. Cette installation a été utilisée de 1991 à 1995.